# Francesco Martinetti
Francesco Martinetti (Roma, 1833 – Roma, 31 ottobre 1895) è stato un antiquario, numismatico e falsario italiano.
Fu anche intagliatore di gemme, restauratore e mercante d'arte implicato anche in clamorosi casi internazionali di contraffazione di reperti archeologici fra cui il più controverso è quello della cosiddetta "fibula prenestina", rivelatasi poi un manufatto genuino, e il più famoso quello del "trono di Boston". È stato un protagonista del mercato antiquario romano della seconda metà dell'800.

## Famiglia di origine
Nato a Roma nel 1833 era figlio di Giovanni, un rigattiere romano, e di Teresa Jacovacci, aveva un fratello, Angelo, pittore, maggiore di tre anni.

## Esordi
Francesco Martinetti iniziò la sua attività come intagliatore di gemme e restauratore appassionandosi alla numismatica e poi mercante di oggetti antichi aprendo una bottega in via Bonella 74, vicino alla Accademia di San Luca a Roma, dove ben presto prese avvio la sua fortunata attività di antiquario. Qui prese a servizio Camilla Amici che sposò ma da cui si separò senza aver avuto figli.

Nel 1879 si trasferisce nella abitazione di via Alessandrina n. 101, nel rione Monti, a Roma dove resterà fino alla sua morte insieme ai familiari, fra cui la governante Maddalena Coccia.

## Affermato antiquario
Colto, intelligente e profondo conoscitore dell'arte antica, così era stimato nell'ambiente numismatico e antiquario romano, coltivava relazioni amichevoli e d'affari con personaggi dell'ambiente culturale internazionale come gli archeologi Paul Hartwig, Wolfgang Helbig, Ludwig Pollack, il barone Giovanni Barracco, Carl Jacobsen, ricco mecenate danese e fondatore della Ny Carlsberg Glyptotek di Copenaghen, il conte polacco Michele Tyskiewicz, il conte Pauvert de la Chapelle e altri ancora.

Fu periziatore ufficiale dello Stato Italiano, membro dal 1871 dell'Istituto Archeologico Germanico ed ebbe riconoscimenti scientifici al pari di un accademico. Nel 1869-1870 ottenne le concessioni di scavo a Palestrina dalla Direzione Generale di Antichità e Belle Arti. Nel 1876 ebbe la nomina a cavaliere dell'Ordine della Corona d'Italia. I più importanti Musei del mondo erano in contatto con lui.

Solo la Glittoteca Ny Carlsberg di Copenaghen acquistò più di 1000 oggetti sul mercato antiquario romano tramite il sodalizio di Martinetti con Helbig e Tyskiewicz.

## Il tesoro di via Alessandrina
Con la sua attività di abile antiquario accumulò un ingente capitale che, in parte tesaurizzato in monete d'oro antiche e moderne, in gemme incise antiche, nascose in un ripostiglio murato della sua abitazione romana di via Alessandrina n. 101, rione Monti, dove venne casualmente alla luce durante la demolizione dell'edificio il 22 febbraio 1933.

Il cosiddetto "tesoro di via Alessandrina" era costituito da: 2529 monete d'oro di cui 440 antiche d'epoca greca, romana, bizantina, longobarda ed altre fino arrivare al XVIII secolo e 2089 monete d'oro da investimento dell'800 per un totale di kg.20,176 d'oro. Nel 1941 il tesoro confluì nel medagliere dei Musei Capitolini di Roma dopo una controversia legale tra il Governatorato di Roma, proprietario dell'immobile, e gli eredi.

## Vero o presunto falsario
Fu implicato più o meno direttamente in casi di contraffazione di reperti archeologici per i quali si avvaleva di fidate maestranze locali, o che contraffaceva personalmente, e delle sue relazioni internazionali per commerciarle ricavandone lucrosi guadagni.

Alcuni fra i più noti sono:
- la fibula prenestina di cui si diceva essere stato l'autore della iscrizione etrusca
- Il cosiddetto trono di Boston dal nome del Museo di quella città che, tramite l'archeologo Paul Hartwig, acquistò nel 1894 la contraffazione del trono Ludovisi fatta dal Martinetti stesso o dalle sue maestranze che impiegava nei restauri.
- una decina o più di ciste di bronzo furono vendute a diversi Musei europei con decorazioni e scritte contraffatte dal Martinetti stesso che metteva così a frutto la sua abilità di incisore e restauratore di bronzi. Le ciste in questione provenivano molto probabilmente dagli scavi di Palestrina avuti in concessione fin dal 1869 e il loro valore commerciale veniva in tal modo accresciuto.
- statua di atleta in marmo venduta alla Glittoteca di Copenaghen
- Eracle, bronzo restaurato venduto dallo Helbig allo Jacobsen

## L'uomo
Uomo corpulento, di statura regolare, con pancia prominente, il viso pallido di un grasso flaccido con grossi baffi brizzolati spioventi, aveva una voce cavernosa ed era di carattere scontroso ed egoista. Conduceva una vita appartata, quasi misteriosa: "come un ragno nel suo buco, se ne stava il sor Checco", secondo la descrizione lasciata da Augusto Jandolo che lo conobbe da bambino in un giorno della arroventata estate romana. Il Pollack lo aveva soprannominato re dei criceti per la sua smania di accumulare e nascondere ricchezze.

Francesco Martinetti morì a Roma il 31 ottobre 1895, all'età di sessantadue anni senza eredi diretti.